# Sin prejuicios
Sin Prejuicios fue un programa de concursos en horario estelar de entretención y concursos chileno de TVN conducido por el animador Rafael Araneda. 
El programa constaba de cinco concursantes, personas comunes y corrientes que antes de entrar al programa debían confesar qué harían con el dinero si se la ganan. Los que se la juegan por la plata tienen que convencer al jurado y al público que se merecen ganar el dinero a través de la historia de sus vidas. Al principio de cada emisión uno de ellos era eliminado y cuatro quedaban en competencia. Los cuatro que quedaban en carrera eran sometidos a pruebas de honestidad. Cada uno de los participantes era apoyado por su familia, ya sea con móviles en sus casas o desde el mismo set. El ganador se llevaba cinco millones de pesos.